# 青葉區 (橫濱市)
青葉區（日语：／ Aoba ku */?）是日本神奈川縣橫濱市的18區之一。範圍為舊綠區（自港北區分出）的北部，1994年11月6日與都筑區同時設立。

## 地理
青葉區東側有東名高速公路、国道246号與東急田園都市線經過，西側則有東急子供之国線。西北部與東京都町田市與川崎市麻生區接壤，東北側與川崎市宮前區相鄰。
能夠直達橫濱站的鐵道路線只有橫濱市營地下鐵藍線，而且只有薊野站一站，另一條鐵道路線田園都市線可通往東京都心，因此搭乘此線往東京都心通勤的人比往橫濱都心的人還要多，青葉區民常被揶揄是「青葉都民」、「橫濱都民」。往東京都心的通勤率為38.2%，是橫濱市內最高。此外，日夜間人口比率為76.2，是橫濱市的行政區中最低。青葉區的人口僅次於港北區，為橫濱市內第二。
另外，青葉區役所、青葉警察署、縣稅事務所、綠稅務署等行政機關皆位於田園都市線市尾站附近。

### 區名的由來
「青葉」這個區名帶有「被樹木環繞的美麗小鎮」的意象，為典型的祥瑞地名。
|    | 區名       | 件數  |
| 1  | 青葉區     | 1,916 |
| 2  | 田園區     | 1,332 |
| 3  | 北區       | 916   |
| 4  | 若葉區     | 716   |
| 5  | 綠北區     | 711   |
| 6  | 光區       | 699   |
| 7  | 新綠區     | 382   |
| 8  | 櫻區       | 340   |
| 9  | 薊區       | 287   |
| 10 | 田園都市區 | 257   |

## 行政
- 區長
  - 小出重佳（2018年4月1日 ‐ ）

### 公共設施
文化設施
- 山內圖書館
- 青葉公会堂
- 青葉區民文化中心
- 藝術論壇薊野
- 青葉區區民活動支援中心

運動、野外活動設施
- 青葉運動中心
- 新石川運動会館
- 千草台公園游泳池
- 橫濱青葉運動廣場
- 谷本公園

公家機關
- 橫濱地方法務局青葉辦事處（荏田西）
- 綠稅務署（市尾町）
- 神奈川縣綠縣稅務事務所（市尾町）
- 神奈川縣青葉警察署（市尾町）
- 橫濱市青葉消防署（市尾町）
- 資源循環局青葉事務所（市尾町）
- 橫濱市薊野站行政服務處

## 產業
鶴見川沿岸農業興盛，盛產「濱梨」。
青葉區為典型的臥城，第二三級產業的事業所較綠區、都筑區來得少。

#### 在青葉區設置總部的企業
- Brooks
- Accuphase（總部・工廠[6]）
- 綠超級藥妝店（總部[7]）
- 四季劇團（總部・四季藝術中心[8][9]）
- Townnews（總部[10]）
- Bicrise（總部[11]）
- 古河電工Power Systems（總部・營業部・開發營業部・海外事業推進部[12]）
- 綠山攝影棚（本社・綠山攝影棚[13]）

## 教育

### 大学
- 國學院大學 多摩廣場校區
- 玉川大学
- 桐蔭橫濱大学
- 日本體育大学 橫濱健志台校區
- 橫濱美術大学

### 高等学校
- 神奈川縣立市尾高等学校
- 神奈川縣立田奈高等学校
- 神奈川縣立元石川高等学校
- 克拉克紀念国際高等学校 橫濱青葉校區
- 桐蔭学園高等学校

### 中学校
- 橫濱市立青葉台中学校
- 橫濱市立茜台中学校
- 橫濱市立薊野中学校
- 橫濱市立市尾中学校
- 橫濱市立美之丘中学校
- 橫濱市立鴨志田中学校
- 橫濱市立薄野中学校
- 橫濱市立奈良中学校
- 橫濱市立美竹台中学校
- 橫濱市立綠丘中学校
- 橫濱市立萌黃野中学校
- 橫濱市立山內中学校
- 橫濱市立谷本中学校

### 中等教育学校
- 桐蔭学園中等教育学校

### 小学校
- 橫濱市立青葉台小学校
- 橫濱市立薊野第一小学校
- 橫濱市立薊野第二小学校
- 橫濱市立市尾小学校
- 橫濱市立美之丘小学校
- 橫濱市立美之丘東小学校
- 橫濱市立美之丘西小学校
- 橫濱市立荏子田小学校
- 橫濱市立荏田西小学校
- 橫濱市立榎丘小学校
- 橫濱市立恩田小学校
- 橫濱市立桂小学校
- 橫濱市立鴨志田第一小学校
- 橫濱市立鴨志田綠小学校
- 橫濱市立鐵小学校
- 橫濱市立黑須田小学校
- 橫濱市立嶮山小学校
- 橫濱市立五月丘小学校
- 橫濱市立新石川小学校
- 橫濱市立薄野小学校
- 橫濱市立田奈小学校
- 橫濱市立奈良小学校
- 橫濱市立杜鵑丘小学校
- 橫濱市立奈良之丘小学校
- 橫濱市立東市尾小学校
- 橫濱市立藤丘小学校
- 橫濱市立美竹台小学校
- 橫濱市立萌黃野小学校
- 橫濱市立元石川小学校
- 橫濱市立山内小学校
- 橫濱市立谷本小学校
- 慶應義塾橫濱初等部
- 桐蔭学園小学部

## 交通

### 鐵路
東急電鐵
- 田園都市線：多摩廣場站 - 薊野站 - 江田站 - 市尾站 - 藤丘站 - 青葉台站 - 田奈站
- 子供之國線：恩田站 - 子供之國站

橫濱市交通局（橫濱市營地下鐵）
- 藍線：薊野站

### 公車
- 東急巴士
- 小田急巴士
- 神奈川中央交通
- 橫濱市交通局（橫濱市營巴士）
- 川崎市交通局（鷲峰營業所）

### 道路
高速公路
- 東名高速公路：橫濱青葉IC

都市高速道路
- 首都高速神奈川7号橫濱北西線：橫濱青葉JCT - 橫濱青葉出入口

一般國道
- 国道246号

主要地方道
- 神奈川縣道12号橫濱麻生線
- 神奈川縣道13号橫濱生田線
- 環狀4号線（幹線市道）

## 觀光景點
- 寺家ふるさと村
- 子供之國
- 滿願寺
- TBS綠山攝影棚
- 荏子田橫穴
- 稻荷前古墳群
- 市尾橫穴古墳群
- 赤田2号墳
- 朝光寺原遺跡・朝光寺原古墳群
- 東急多摩田園都市社區總體營造館
- 玉川大学教育博物館

## 知名出身人物
- 辻井伸行（鋼琴家）
- 森內俊之（將棋棋士）
- 高見泰地（將棋棋士）
- 森岡隆三（前足球選手、足球指導者）
- 中田宏（第28、29代橫濱市長）
- 齋藤司（搞笑藝人）
- 高木晉哉（搞笑藝人）
- 池谷和志（搞笑藝人）
- 秦基博（歌手）
- 大貫晉一（職棒選手）
- 加藤明子（朝日放送電視台播音員）
- 黒木千晶（讀賣電視台播音員）
- 板倉滉 (足球選手)

## 外部連結
- OpenStreetMap上有關青葉區 (橫濱市)的地理
- （日語） 官方网站